# Éditions Sciences Canada
Éditions Sciences Canada (en anglais : Canadian Science Publishing), auparavant NRC Research Press est l'éditeur scientifique le plus important du Canada. Depuis 2018, il publie environ 2 300 articles par an dans 24 revues spécialisées dans un large éventail de disciplines scientifiques et techniques. Ses journaux sont distribués dans plus de 125 pays. Selon Owler, son chiffre d’affaires annuel est d’environ 3,7 millions de dollars US.

## Histoire
NRC Research Press est fondé en 1929 lorsque le Conseil national de recherches Canada (CNRC) lance le Canadian Journal of Research en réponse aux demandes de sociétés scientifiques canadiennes trop petites pour gérer leurs propres revues. NRC Research Press était alors l'origine l'organe éditeur de l'Institut canadien de l'information scientifique et technique du CNRC (ICIST-CNRC). Rebaptisée les Éditions Sciences Canada, l'entreprise change de statut en septembre 2010 et devient une société privée à but non lucratif qui continue de publier les revues des Presses scientifiques du CNRC.

## Publications
Depuis 2010, la société Éditions Sciences Canada a acquis 5 journaux et en a lancé 4 nouveaux portant le total de publications du groupe à 24 journaux.
- Anthropocene Coasts
- Applied Physiology, Nutrition, and Metabolism
- Arctic Science
- Biochemistry and Cell Biology
- Botany
- Canadian Geotechnical Journal
- Canadian Journal of Animal Science
- Revue canadienne de chimie
- Revue canadienne de génie civil
- Revue canadienne des sciences de la Terre
- Canadian Journal of Fisheries and Aquatic Sciences (en)
- Canadian Journal of Forest Research
- Canadian Journal of Microbiology
- Revue canadienne de physique
- Canadian Journal of Physiology and Pharmacology
- Canadian Journal of Plant Science
- Canadian Journal of Soil Science
- Revue canadienne de zoologie
- Environmental Reviews
- FACETS
- Genome
- Geomatica
- Journal of Unmanned Vehicle Systems
- Transactions of the Canadian Society for Mechanical Engineering